# واحد تحقیقاتی سرماخوردگی
واحد سرماخوردگی (به انگلیسی: Common Cold Unit یا CCU) یا واحد تحقیقاتی سرماخوردگی (به انگلیسی: Common Cold Research Unit  یا CCRU) در سال ۱۹۴۶ در ویلت‌شیر، انگلستان توسط شورای تحقیقات پزشکی تأسیس شد. هدف از ایجاد آن انجام تحقیقات بر روی ویروس سرماخوردگی بود. کرونو ویروس‌ها که یکی از ویروس‌های عامل سرماخوردگی هستند، در سال ۱۹۶۵ توسط این واحد کشف شدند و مطالعه بر روی آنها تا به طور مداوم تا اواسط دهه ۱۹۸۰ ادامه داشت. در دهه ۱۹۷۰، CCU اثبات کرد که درمان با اینترفرون در طول دوره نهفتگی عفونت راینو ویروس مقداری محافظت در مقابل بیماری پدید می‌آورد، اما هیچ درمان عملی نمی‌توانست ایجاد شود. این واحد در ۱۹۸۹ بسته شد، دو سال بعد از آن که تحقیقات قرص‌های لوزی شکل گلوکونات روی در پیشگیری و درمان سرماخوردگی‌های ناشی از راینو ویروس تکمیل کرد و این تنها درمان موفق ایجاد شده در سابقه CCU است.